# Kilwa Kisiwani
Pour les articles homonymes, voir Kilwa.
Kilwa Kisiwani (du Swahili : Kisiwa, l’île) est une des trois îles de l’archipel de Kilwa. lequel fait partie du district de Kilwa en Tanzanie. Elle est située très près de la côte. Kilwa Kisiwani est le plus grand des neuf hameaux de la ville de Kilwa Masoko (en) ; c'est aussi le hameau le moins peuplé de la commune, avec moins de 1 000 habitants.
À son apogée au Moyen Âge, Kilwa comptait plus de 10 000 habitants. Depuis 1981, l'île entière de Kilwa Kisiwani est classée par l'UNESCO au patrimoine mondial, ainsi que les ruines voisines de Songo Mnara. Malgré son importante réputation historique, Kilwa Kisiwani abrite toujours une petite communauté de résidents autochtones qui habitent l'île depuis des siècles. Kilwa Kisiwani est l'un des sept sites du patrimoine mondial situés en Tanzanie. En outre, le site est inscrit sur la liste des Sites Historiques Nationaux de Tanzanie (en).
On disait autrefois Quiloa.

## Géographie
L'île de Kilwa Kisiwani se trouve exactement à 9 degrés au sud de l'équateur. L'île a une circonférence de 23 km et une superficie totale de 12 km2. Dans la partie ouest de l'île se trouve l'estuaire de la Mavuji (en). Dans la partie sud de l'île se trouve le détroit de Sagarungu et à l'est se trouve l'océan Indien.

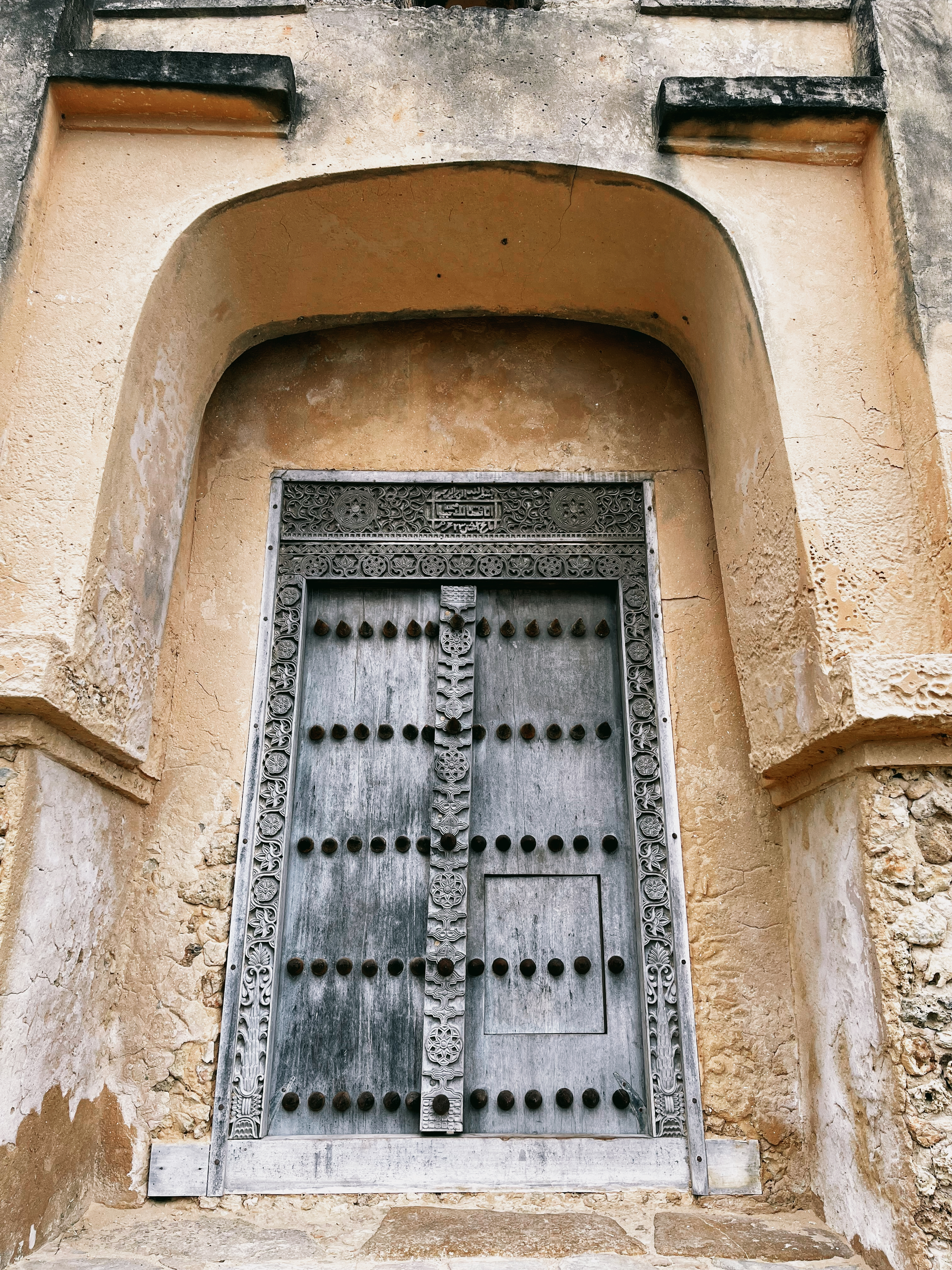
Réplique de la porte swahilie du fort de Gerezani à Kilwa Kisiwani

## Économie

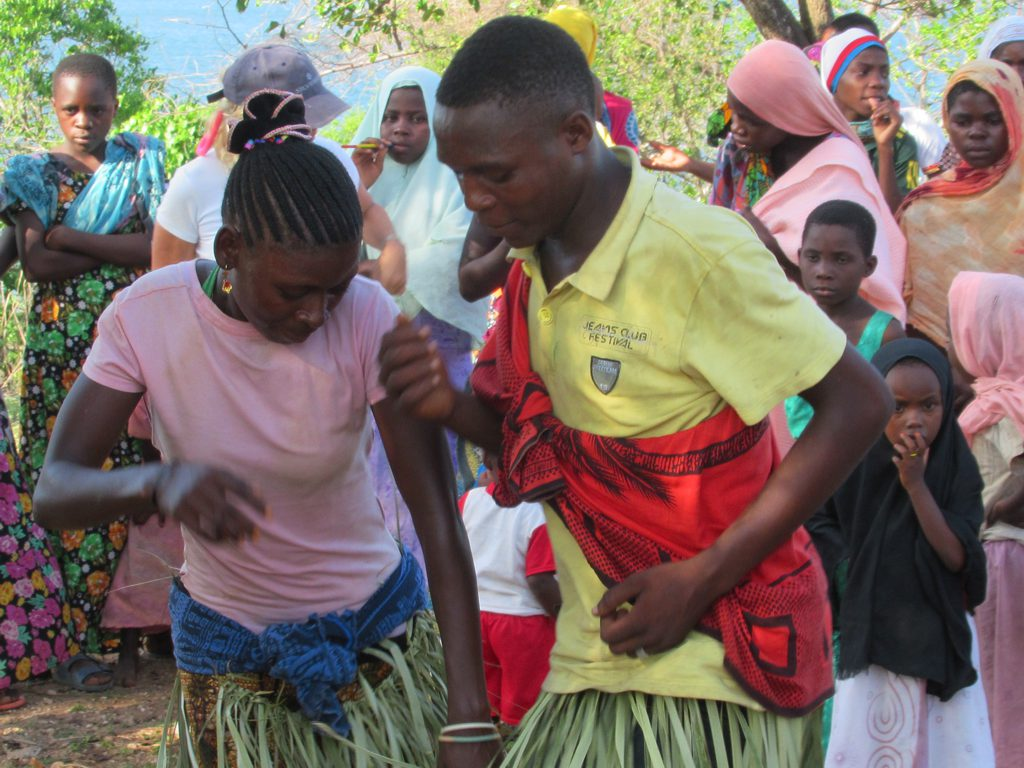
Les habitants de Kilwa Kisiwani dansent pour des touristes étrangers.

L'île est située dans la municipalité de Kilwa Masoko. Les principales activités économiques de l'île sont le tourisme, la pêche et l'agriculture de subsistance. La croissance économique est limitée en raison de l'accessibilité restreinte de l'île. L'île n'a pas de rivières et la principale source d'eau sont les forages. La plupart des puits d'eau douce de l'île sont utilisés depuis plus d'un millénaire. L'île est desservie par de petits bateaux qui font la navette entre l'île et le port de Kilwa Masoko. La seule source d'électricité de l'île est d'origine solaire et de faible capacité. Il n'y a pas de routes et la plupart des déplacements se font à pied ou à moto.
Afin de protéger l'intégrité historique de l'île, il est strictement interdit aux non-résidents de visiter l'île sans un permis de visite délivré par le centre d'information touristique situé dans le centre de Kilwa Masoko. Une grande partie des artefacts et des bâtiments historiques de l'île n'ont pas encore été mis au jour.

## Importance historique de l'île de Kilwa
Kilwa Kisiwani est également le site d'une cité-État swahilie située le long de la côte swahilie sur l'archipel de Kilwa. Elle a été occupée (peut-être) par les Mweras (en) du continent depuis au moins le VIIIe siècle et est devenue l'une des plus puissantes cités swahilies le long de la côte est-africaine. Historiquement, c'était le centre du sultanat de Kilwa, un sultanat swahili médiéval dont l'autorité, à son apogée entre le XIIIe siècle et le XVe siècle, s'étendait sur toute la longueur de la côte de Zanguebar.
Le grand navigateur marocain Ibn Battuta la décrit ainsi à l'occasion de son passage vers 1331-1332 : 

« Kilwa est l'une des villes les plus joliment construites du monde ; les maisons y sont entièrement en bois, leurs toits en raphia, et il y pleut avec une grande vigueur. »

En 1751, Louis de Jaucourt décrit ainsi la région dans l'Encyclopédie de Diderot et d'Alembert : 

« île & ville d’Afrique au Zanguebar, sur la côte de Mélinde, à 100 lieues du Mozambique. Les Portugais en firent la découverte en 1498, & rendirent son royaume leur tributaire. Le terroir de cette île porte quantité de palmiers & d’autres arbres. Les habitants sont en partie païens, en partie mahométans, & blancs de couleur. [...] Quelques géographes prétendent que la ville Quiloa est le Rapta de Ptolomée, qui dit que c’était jadis la capitale de Barbarie, d’où le promontoire Raptum a pris son nom. »

Les relations commerciales avec la péninsule arabique, l'Inde et la Chine ont influencé la croissance et le développement de Kilwa. Bien que certains mots et coutumes islamiques aient été adaptés à la culture, les origines sont africaines. De nombreux établissements swahilis présentaient des plans complexes reflétant les relations sociales entre les groupes, mais à Kilwa, de nombreuses questions restent sans réponse quant au plan de la ville après que les Portugais l'ont réduite en cendres en juillet 1505.
Les cimetières swahilis sont situés à la périphérie de la ville, ce qui est courant dans la région swahilie, et les grands espaces ouverts étaient probablement utilisés pour les rassemblements sociaux. Ville importante pour le commerce, vers le XIIIe siècle, les fortifications ont été renforcées et les flux de marchandises ont augmenté. Pour cela, il fallait une forme d'administration politique supervisant la ville et contrôlant la circulation des marchandises. La plupart des échanges commerciaux se faisaient avec la péninsule arabique. Kilwa Kisiwani a atteint son apogée en termes de richesse et de commerce entre le XIIIe siècle et le XVe siècle.
L'apparition de bâtiments en pierre vers le XIIIe siècle témoigne de l'accroissement de la richesse, alors qu'auparavant tous les bâtiments étaient en torchis. Le statut socio-économique des personnes résidant à Kilwa peut être déduit à partir du type de structure dans laquelle elles vivaient. Kilwa exportait des épices, des écailles de tortue, de l'huile de coco, de l'ivoire, des gommes aromatiques et de l'or. À peu près à la même époque, Kilwa prend le contrôle du commerce de l'or à Sofala, au Mozambique. Les habitants les plus riches de Kilwa possédaient des textiles exotiques et des céramiques étrangères, bien que des articles tels que des vêtements de luxe ne soient pas conservés dans les archives archéologiques. Pendant environ 500 ans, Kilwa a frappé ses propres pièces de monnaie. Cela a duré d'environ 1100 à 1600 et les pièces ont été trouvées dans toute la région, jusqu'au Grand Zimbabwe.
Les ressources marines étaient abondantes et utilisées pour l'alimentation, complétées par les terres environnantes. En raison de l'impact de la mer sur Kilwa, notamment sur les ressources marines et les opportunités commerciales, l'étude archéologique des havres et des ports est considérée comme très importante. La terre arable qui recouvre le calcaire à Kilwa était de mauvaise qualité, et les possibilités d'agriculture provenaient des zones plus en hauteur. Cependant, le sol de la région de Kilwa était propice à la culture du coton, qui pouvait être utilisé dans la fabrication des voiles. Des fusaïoles du XIIe siècle ont été découverts, ce qui indique que le coton était utilisé et transformé dans la région.

### Céramiques

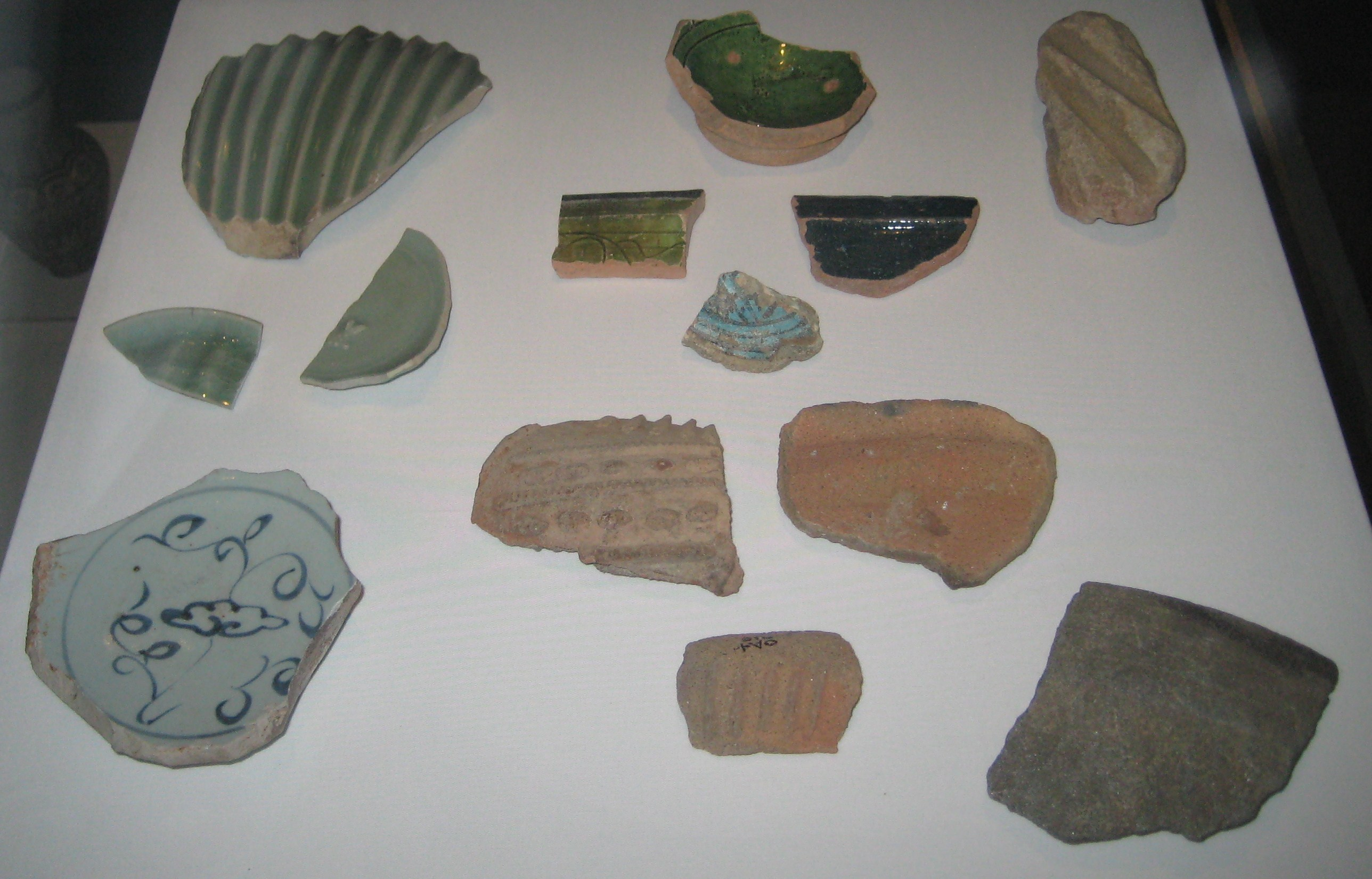
Tessons de poterie de Kilwa (vers 1000-1500.

Dans un premier temps, l'accent a été mis sur l'archéologie des ports de Kilwa, mais on s'intéresse de plus en plus à l'arrière-pays de Kilwa. Les artefacts céramiques sont nombreux sur le site et peuvent être divisés en deux groupes : régionaux et côtiers. Toutes les céramiques à distribution régionale ont été produites localement, mais la zone de distribution est limitée. Ces céramiques non vernissées sont appelées « Céramiques de cuisine », bien qu'elles ne soient pas nécessairement utilisées uniquement comme récipients de cuisson. Toutes les variétés de poteries produites localement ont également été découvertes sur le site de Kilwa.
Si les céramiques de cuisine peuvent être observées dans toute la région, certaines céramiques sont surtout visibles à Kilwa même. Il s'agit notamment de formes modelées et de céramiques à pâte rouge. La distribution des céramiques à pâte rouge est côtière. D'autres types de céramiques apparemment limitées à la ville sont les céramiques importées de la péninsule arabique et de Chine. Les matériaux céramiques importés ne se trouvent pas dans les zones rurales. Ils étaient utilisés comme élément de distinction sociale par les élites. Ces céramiques étaient conservées dans des niches murales conçues spécialement pour les exposer. Ces objets importés ont joué un rôle symbolique important le long de la côte swahilie. Le symbolisme attaché aux céramiques importées était si fort qu'il s'est perpétué dans la culture swahilie moderne. L'absence de produits importés dans l'arrière-pays indique que, si Kilwa a connu un processus d'urbanisation, les autres communautés locales n'ont pas subi de transformation spectaculaire.

### Analyse de l'ADN ancien
Une étude réalisée par Brielle et al. en 2023 a permis d'analyser l'ADN ancien de plusieurs échantillons provenant des ruines de Kilwa. L'analyse de cet ADN (aDNA) a été ralisée pour deux individus de Kilwa Kisiwani afin de déterminer les proportions de séquences d'ADN de type africain, persan et indien. Les échantillons ont été prélevés sur deux boîtes de restes humains situées au British Institute in Eastern Africa (BIEA) à Nairobi, initialement fouillées dans les années 1950 et 1960 par Chittick. En raison des limites imposées par des fouilles antérieurs problématiques, les deux individus qui ont produit des données d'ADN utilisables ne disposent que de peu de données contextuelles les concernant.
Datant potentiellement de 1300 à 1600 (des techniques de datation au radiocarbone plus précises n'ont pas pu être réalisées à temps pour ces échantillons), l'analyse de l'ADN mitochondrial (ADNmt), de l'ADN autosomique, de l'ADN des chromosomes X et Y (en) de ces individus a été réalisée. L'analyse de l'ADNmt, démontrant des schémas d'ascendance maternelle, a révélé un haplotype L*. L'haplotype L* est prédominant dans les populations actuelles d'Afrique subsaharienne. L'analyse du chromosome Y, démontrant les schémas d'ascendance paternelle, a montré que l'individu était porteur de l'haplotype J2, un schéma d'ADN que l'on trouve plus fréquemment chez les personnes originaires d'Asie du Sud-Ouest ou de Perse que chez les personnes originaires d'Afrique subsaharienne. Les chromosomes X, dont l'influence maternelle est plus importante, ont été comparés aux 22 chromosomes autosomiques, dont l'influence paternelle et maternelle est égale. Les chromosomes X contenaient plus d'indicateurs d'ascendance africaine que l'ADN autosomique, ce qui renforce la preuve d'une ascendance africaine du côté maternel et d'une ascendance persane ou d'Asie du Sud-Ouest du côté paternel.
On estime que l'introduction d'ADN étranger a eu lieu entre 795 et 1085. Cependant, les auteurs indiquent que cela s'est probablement produit sur « plusieurs générations » et que des mélanges de populations eurasiennes et africaines se sont continuellement produits depuis.

### Préservation du site
En 2004, elles ont été classées dans la liste du patrimoine mondial en péril, ce qui a permis de porter l’attention internationale sur l’intérêt de la conservation des sites archéologiques classés. Le patrimoine archéologique et monumental de ces deux îles se détériore rapidement sous l'effet de divers agents tels que l'érosion et la végétation. La partie orientale du Palais de Husuni Kubwa, par exemple, disparaît progressivement. Les dégâts causés au sol par le lessivage des eaux de pluie accentuent les risques d'effondrement des structures restantes au bord de la falaise. La végétation qui prolifère sur la falaise a limité la progression de l'effet du lessivage par la pluie mais provoque la rupture des structures en maçonnerie. Le Fonds mondial pour les monuments a inclus Kilwa dans sa liste de surveillance des 100 sites les plus menacés en 2008, et soutient depuis des travaux de conservation sur divers bâtiments. En 2014, il a été retiré de la liste.
Entre 2005 et 2009, le Zamani Project (en) a documenté certaines des ruines swahilies de Kilwa Kisiwani à l'aide d'un balayage laser 3D terrestre,,,. Les structures documentées comprennent : la Gereza (prison) ; la Grande Mosquée (en) ; le palais d'Husuni Kubwa ; le bâtiment de Makutani et la Mosquée de Malindi. Certains modèles 3D, une visite panoramique, des élévations, des sections et des plans sont disponibles sur www.zamaniproject.org.

## Bâtiments historiques

### Grande Mosquée

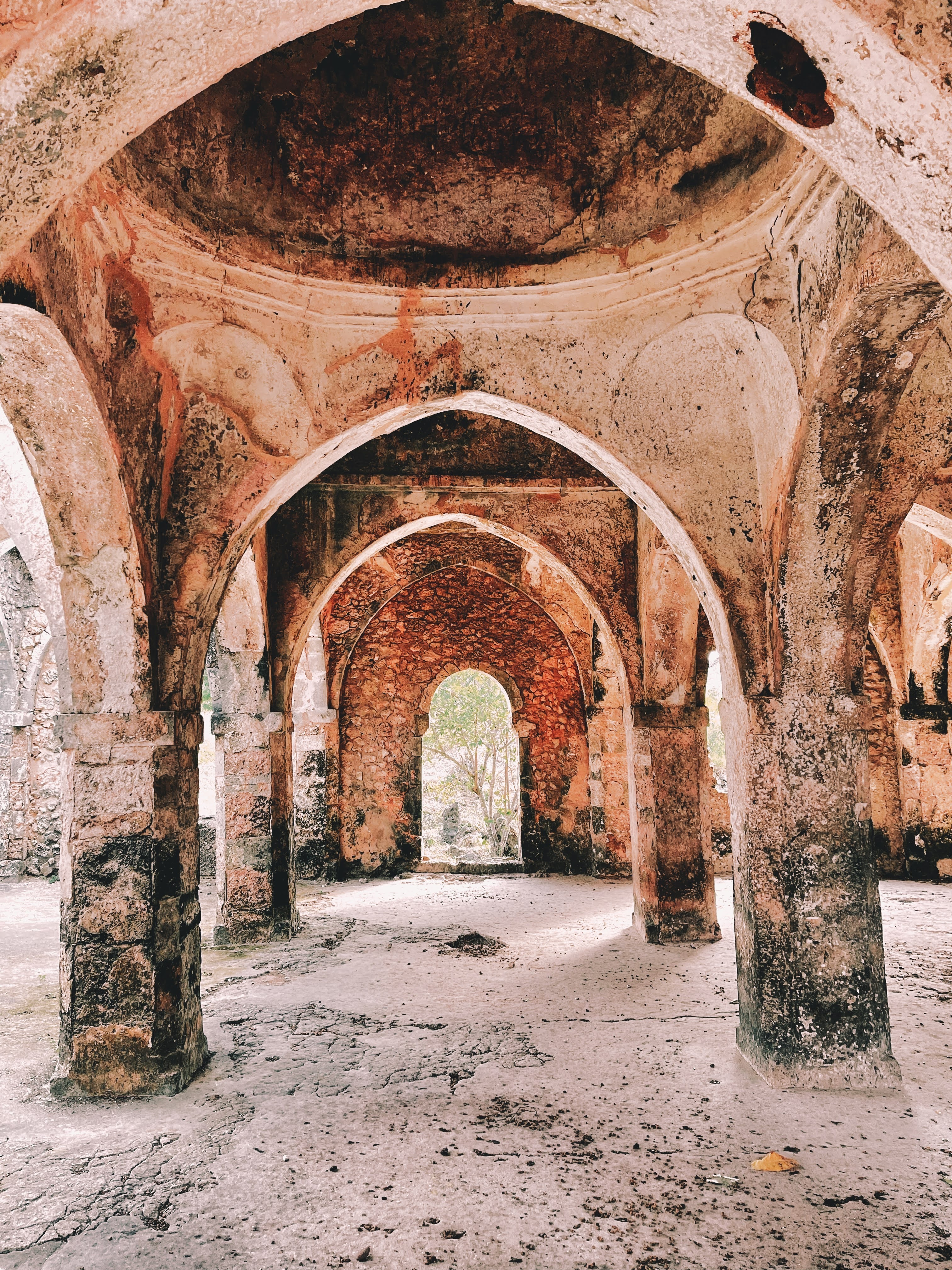
Grande Mosquée de Kilwa Kisiwani

La Grande Mosquée de Kilwa (en) est une mosquée congrégationnelle sur l'île de Kilwa Kisiwani, en Tanzanie. Elle est probablement fondée au Xe siècle, mais les deux principales étapes de sa construction datent des XIIe et XIIIe siècles. C'est l'une des plus anciennes mosquées conservées sur la côte swahilie.
La salle de prière nord, plus petite, date de la première phase de construction. Elle comportait un total de 16 travées soutenues par neuf piliers, qui étaient à l'origine sculptés dans du corail, mais qui ont ensuite été remplacés par du bois. La structure était entièrement couverte et était peut-être l'une des premières mosquées de la région à avoir été construite sans cour.
Au début du XIVe siècle, le sultan al-Hasan ibn Sulaiman (en), qui a également construit le palais d'Husuni Kubwa voisin, ajoute une extension sud comprenant un grand dôme. Ce dôme a été décrit par Ibn Battûta après sa visite à Kilwa en 1331.

### Palais de Husuni Kubwa

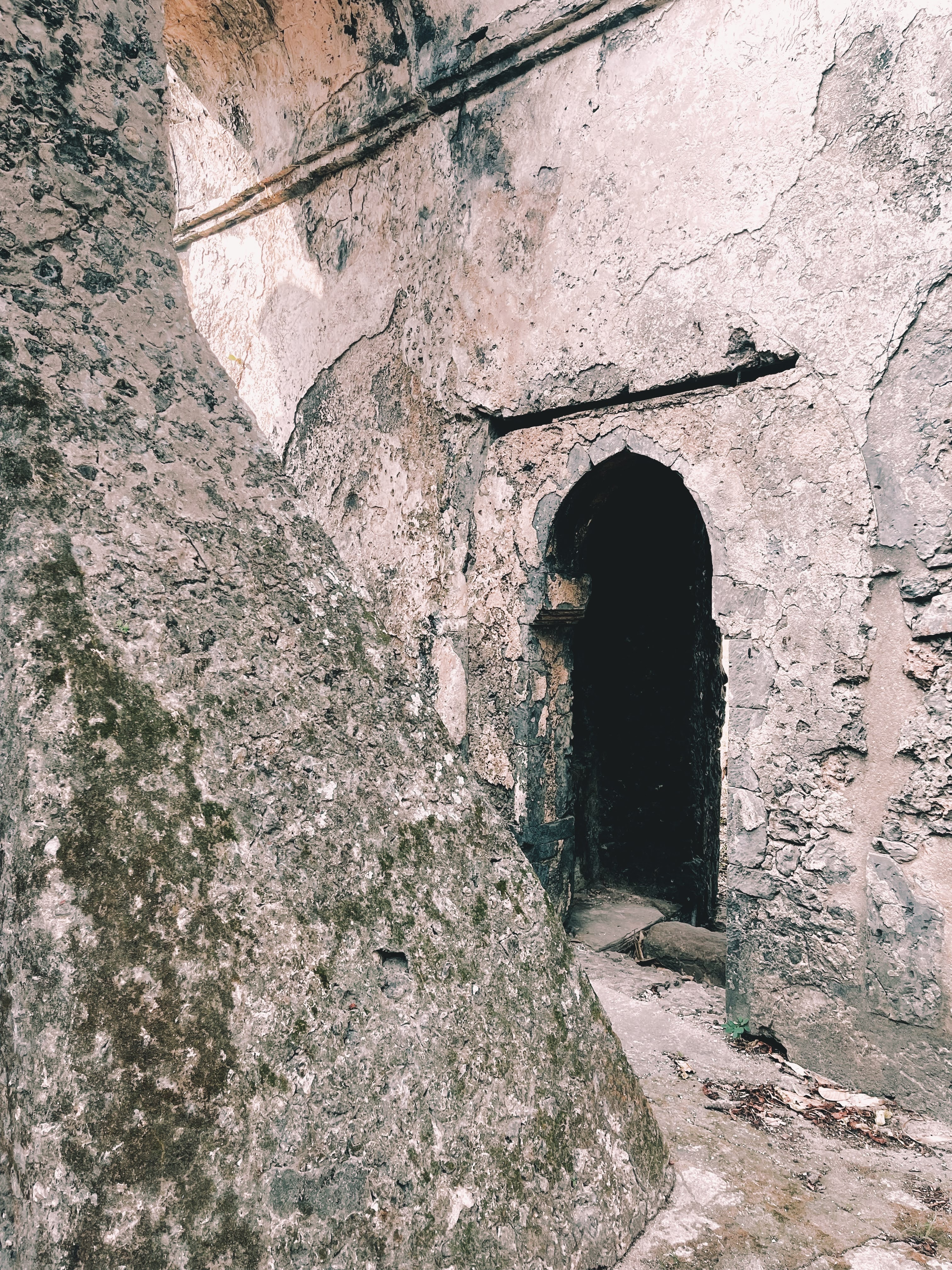
Palais de Kilwa Kisiwani

Le Palais de Husuni Kubwa (le « Grand Palais »), situé à l'extérieur de la ville, était le palais et l'emporium d'un sultan du début du XIVe siècle. D'autres caractéristiques définissent le port, notamment les chaussées et les plates-formes à son entrée, constituées de blocs de récifs et de coraux de près d'un mètre de haut. Ils font office de brise-lames, permettant à la mangrove de se développer, ce qui est l'une des façons dont le brise-lames peut être repéré de loin. Certaines parties de la chaussée sont construites à partir du socle rocheux, mais celui-ci est généralement utilisé comme base. La pierre de corail a été utilisée pour construire les chaussées, le sable et la chaux servant à cimenter les galets. Certaines pierres ont été laissées libres.
Le palais de Husuni Kubwa est une autre structure importante de Kilwa. La majeure partie du palais a été érigée au XIVe siècle par le sultan al-Hasan ibn Sulaiman (en), qui a également construit une extension de la grande Mosquée de Kilwa (en) voisine, bien que certaines parties puissent remonter au XIIIe siècle. Pour des raisons inconnues, le palais n'a été habité que pendant une brève période et a été abandonné avant son achèvement.
Dans le plus pur style architectural swahili (en), la structure est construite en pierre de corail sur une haute falaise surplombant l'océan Indien. Il se compose de trois éléments principaux : une cour au sud, utilisée principalement pour le commerce ; un complexe résidentiel comprenant plus de cent chambres individuelles ; et un large escalier menant à une mosquée sur la plage.
Parmi les autres éléments remarquables, citons un pavillon, qui servait probablement de salle de réception, et un bassin octogonal. L'ensemble du palais s'étend sur environ 8 000 m2. Le torchis corallien est fixé dans un mortier de calcaire et la pierre taillée est utilisée pour les pièces décoratives, les chambranles de porte et les voûtes. Les pièces mesurent environ 3 mètres de haut. Le toit est fait de blocs de calcaire taillés posés sur des poutres taillées et les sols sont en plâtre blanc. L'entrée principale du palais se trouve sur le rivage.
La plupart des poteries vernissées importées retrouvées sur le site étaient des céladons chinois, notamment quelques tessons de grès Ying Ch'ing et une gourde de la dynastie Yuan datée d'environ 1300. Ni la Chronique de Kilwa ni aucun autre récit portugais ne décrivent un bâtiment comparable à ce palais.

### Husuni Ndogo
Le Husuni Ndogo (« Petit palais ») est construit en moellons de corail et en mortier de calcaire. Le mur d'enceinte rectangulaire entoure le complexe et une tour se dresse à chaque angle. Les fondations s'étendent à deux mètres sous le niveau du sol. Il semble avoir été construit comme un fort, mais ses objectifs et utilisations exacts sont quelque peu inconnus. Certains éléments indiquent qu'il a servi, au moins pendant un certain temps, de mosquée. D'un point de vue architectural, il semble différent des autres bâtiments de la côte, ressemblant à ceux construits sous les califes omeyyades aux alentours de 661-750. Cependant, on ne sait pas si la structure est liée ou date des bâtiments arabes, bien que cela semble peu probable.

### Fort Gereza
Le Fort Gereza (aussi appelé « Fort arabe » est situé entre le palais Makutani et la grande mosquée. Il existe des preuves que la structure d'origine était portugaise, alors que la forme actuelle du fort est typique des forts omanais. Le mot Gereza signifie « prison » en swahili, ce qui pourrait indiquer que le fort a été utilisé comme bâtiment de détentions d'esclaves omanais entre la fin du XVIIIe siècle et la fin du XIXe siècle, après l'effondrement de la civilisation swahilie à la suite de l'arrivée des Portugais à la fin du XVIe siècle.

## Controverses

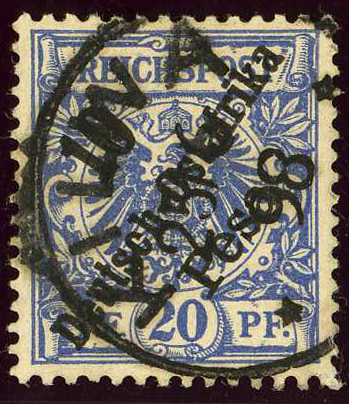
Timbre de la colonie allemande est-africaine utilisé en 1898.

Une grande partie de l'histoire de Kilwa a été écrite et politisée par les administrateurs coloniaux omanais et européens au XIXe siècle pour justifier l'occupation et la domination sur les Africains de l'Est au cours des siècles. Ce point de vue part du principe que l'innovation culturelle et le développement historique en Afrique ne peuvent venir que de l'extérieur. C'est pourquoi il y a eu beaucoup de preuves contradictoires sur les origines et le rôle des immigrants étrangers dans l'histoire de Kilwa.
Selon la tradition orale locale, au XIe siècle, l'île de Kilwa Kisiwani a été vendue à Ali bin Hasan, fils du « roi » de Chiraz, en Perse. Une autre tradition raconte que sa mère était somalie. On attribue à Ali bin Al-Hasan la fondation de la ville insulaire et un mariage avec la fille du roi local. Bien qu'on lui attribue la fondation, il est arrivé dans une région déjà habitée. Il est cependant parvenu au pouvoir et on lui attribue la fortification de la ville et le développement du commerce. La tradition raconte également que c'est l'enfant de cette union qui a fondé le sultanat de Kilwa. Des recherches archéologiques et documentaires ont révélé qu'au cours des siècles suivants, Kilwa est devenue une ville importante et le principal entrepôt commercial de la moitié sud de la côte swahilie (de l'actuelle frontière entre la Tanzanie et le Kenya jusqu'à l'embouchure du Zambèze), commerçant largement avec les États de l'arrière-pays de l'Afrique du Sud, jusqu'au Zimbabwe. Les échanges portaient principalement sur l'or, le fer, l'ivoire et d'autres produits animaux de l'intérieur contre des perles, des textiles, des bijoux, de la porcelaine et des épices en provenance d'Asie. En revanche, il n'existe aucune preuve de l'existence d'un islam chiite basée sur celui de Chiraz à Kilwa et sur l'ensemble de la côte est-africaine.
Au XIIe siècle, sous le règne de la dynastie Abu'-Mawahib, Kilwa est devenue la ville la plus puissante de la côte swahilie. À l'apogée de son pouvoir au XVe siècle, le sultanat de Kilwa revendiquait l'autorité sur les cités-États de Malindi, Mvita (Mombasa), Pemba, Zanzibar, Mafia, Comoro, Sofala et sur les comptoirs commerciaux de l'autre côté du canal, à Madagascar.
Ibn Battûta a relaté sa visite de la ville vers 1331 et a commenté favorablement la générosité, l'humilité et la piété de son dirigeant, le sultan al-Hasan ibn Sulaiman (en). Ibn Battûta décrit également la façon dont le sultan se rendait à l'intérieur des terres et effectuait des raids sur la population pour s'emparer d'esclaves et d'autres formes de richesses. Il est également particulièrement impressionné par la planification de la ville et pense qu'elle est à l'origine du succès de Kilwa le long de la côte. De cette période datent la construction du Palais de Husuni Kubwa et une importante extension de la Grande Mosquée, faite de pierres de corail, la plus grande mosquée (en) de ce type. Kilwa était une ville importante et riche grâce au commerce de l'or. Ce dernier apportait à certains habitants de Kilwa un niveau de vie plus élevé, mais beaucoup d'autres étaient pauvres. Les riches bénéficiaient de la plomberie intérieure dans leurs maisons en pierre, tandis que les pauvres vivaient dans des huttes en terre avec des toits de chaume.
Au début du XVIe siècle, Vasco de Gama extorque un tribut au riche État islamique. En 1505, une autre force portugaise commandée par Francisco de Almeida prend le contrôle de l'île après l'avoir assiégée. Elle reste aux mains des Portugais jusqu'en 1512, date à laquelle un mercenaire arabe s'empare de Kilwa après que les Portugais aient abandonné leur avant-poste. La ville retrouve une partie de sa prospérité d'antan, mais en 1784, elle est conquise par les souverains omanais de Zanzibar. Après la conquête omanaise, les Français construisent et entretiennent un fort à la pointe nord de l'île, mais la ville elle-même est abandonnée dans les années 1840. Elle fait ensuite partie de l'Afrique orientale allemande de 1886 à 1918.

## Santé et éducation
La population de l'île étant inférieure à 1 000 habitants, il n'y a qu'une seule école, le Lyahi Koranic Middle School. Les élèves plus âgés se rendent sur le continent pour poursuivre leurs études. Il n'y a pas d'établissements de santé sur l'île et les résidents doivent prendre le bateau afin de recevoir des soins de santé au centre de santé urbain de Masoka ou au dispensaire de Masoko Bakwata, tous deux situés dans la ville de Kilwa Masoko (en).

## Galerie

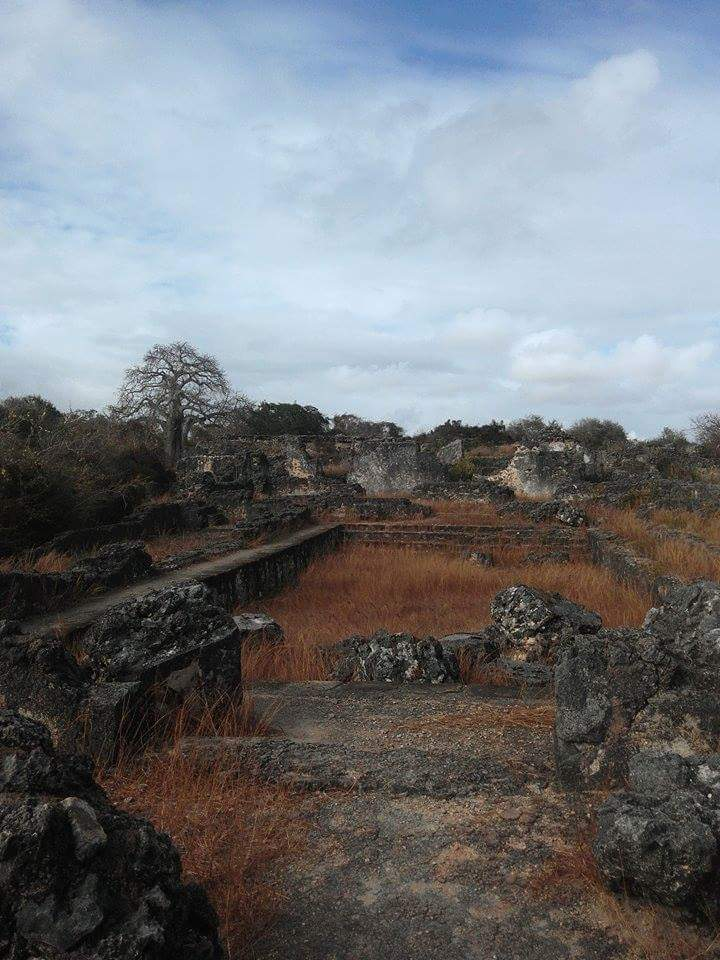
Palais Husuni Mkubwa - Ruines de la salle d'audience du tribunal du sultan de Kilwa.
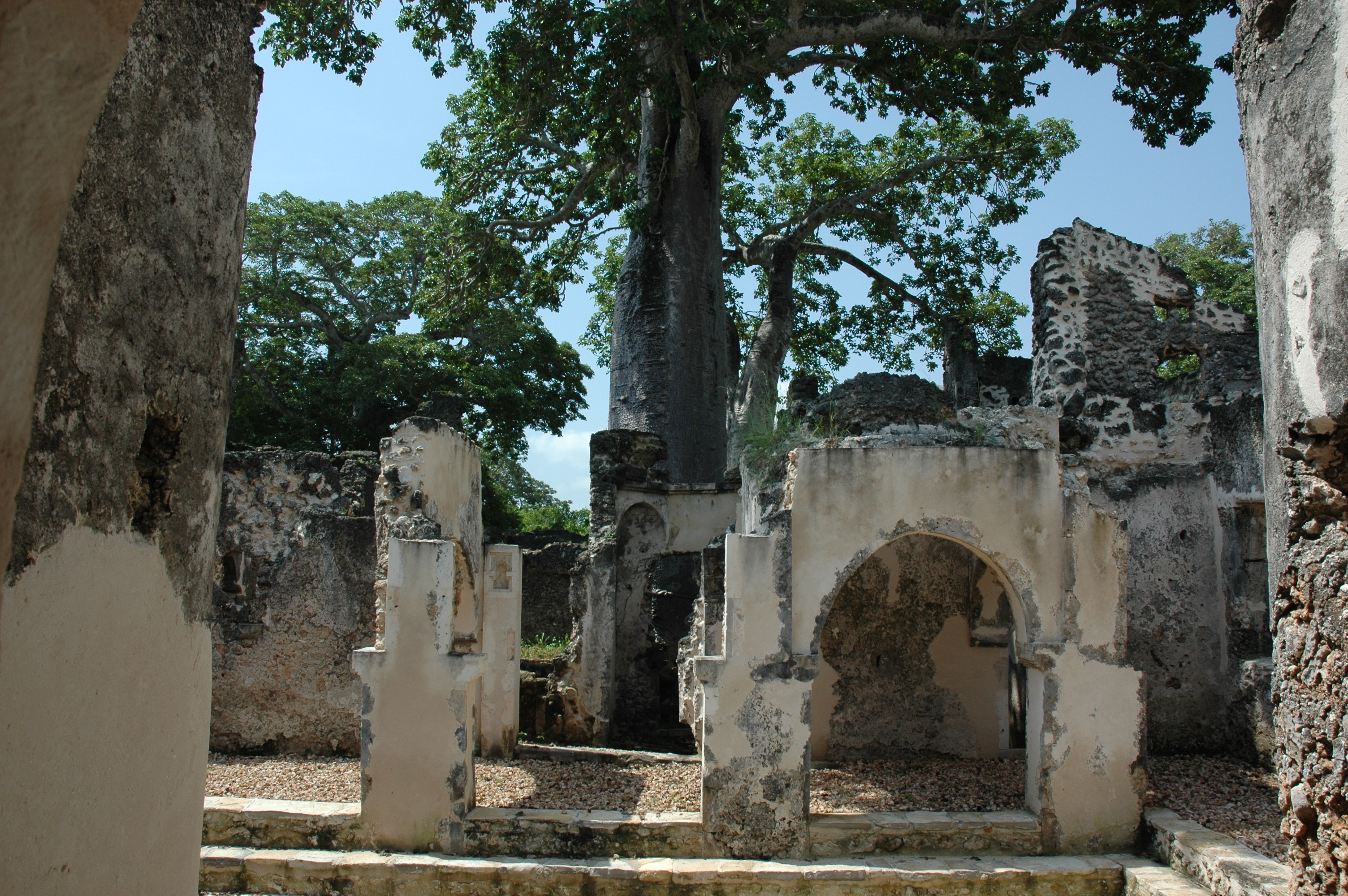
Ruines.
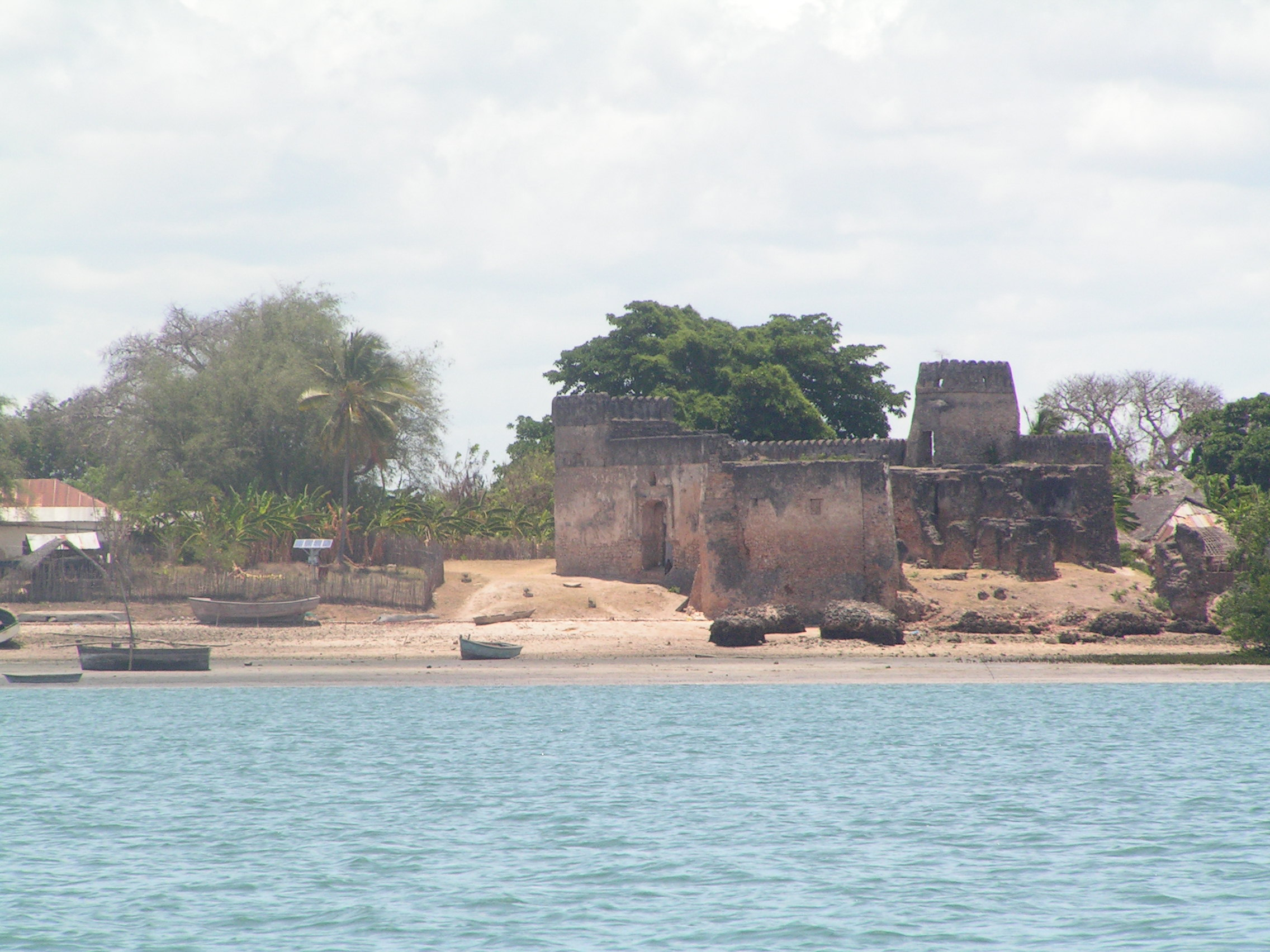
Le fort du port de Kilwa Kisiwani.
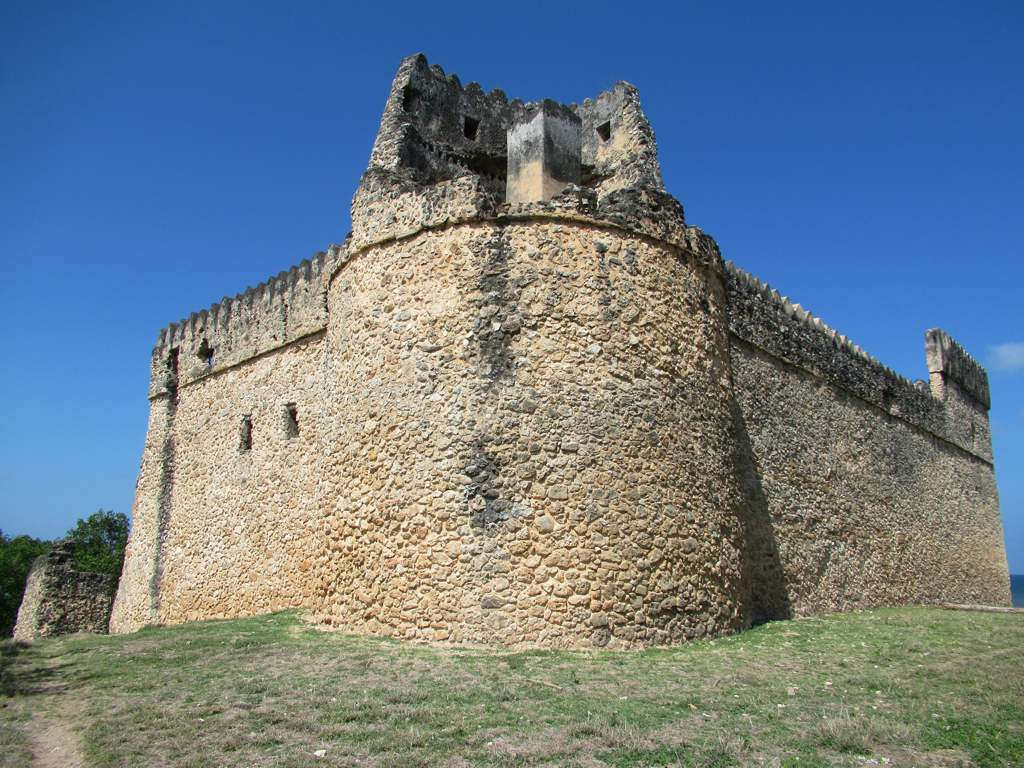
Fort Gereza.
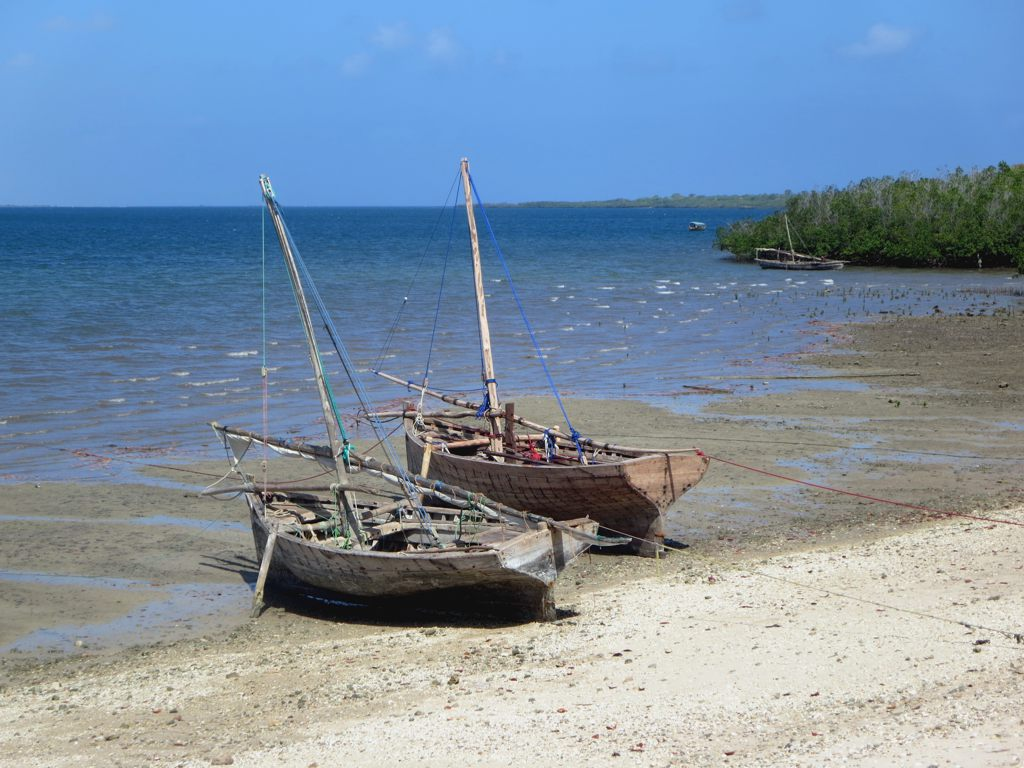
Bateaux de pêche traditionnels.
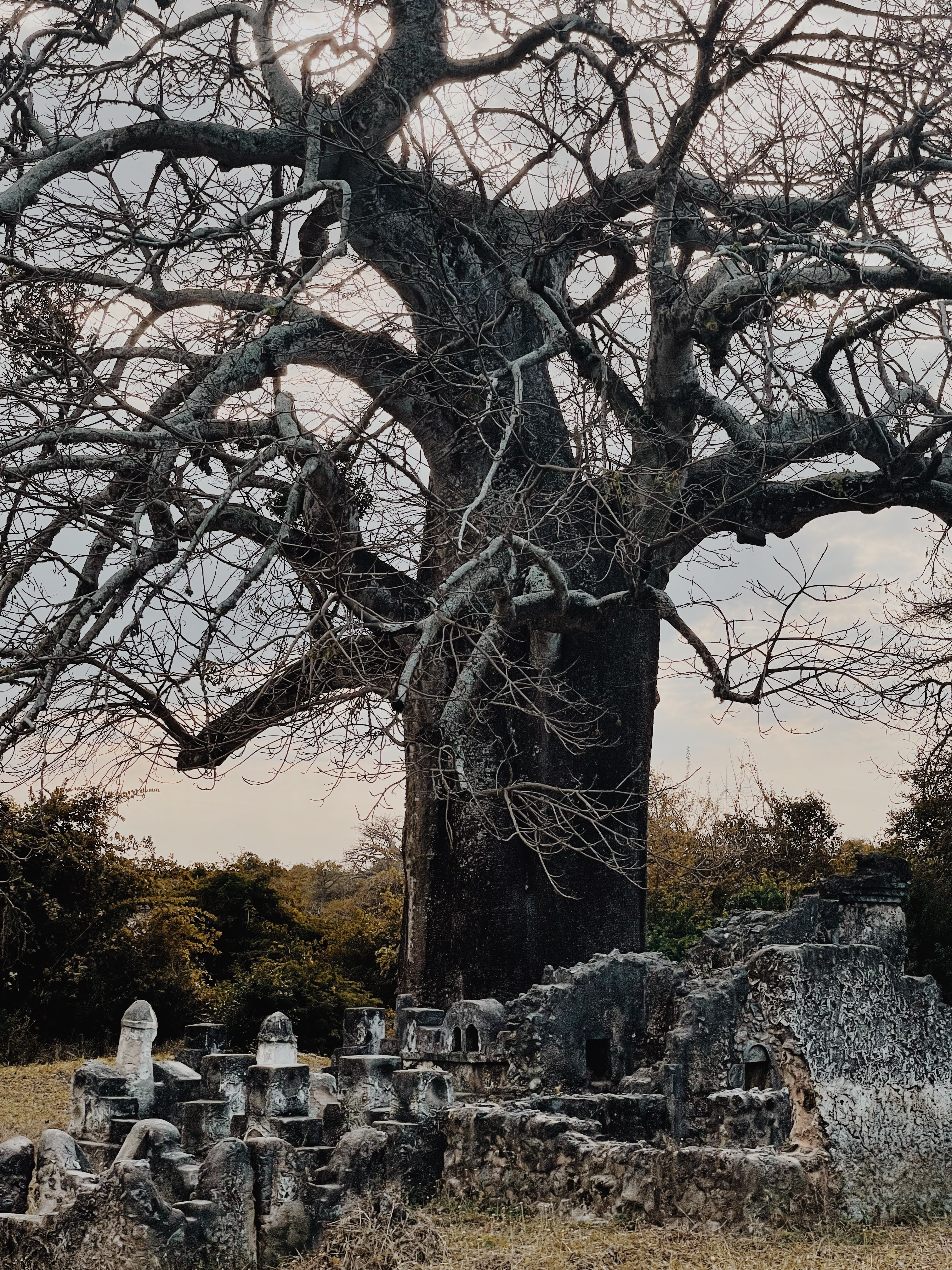
Cimetière médiéval swahili.
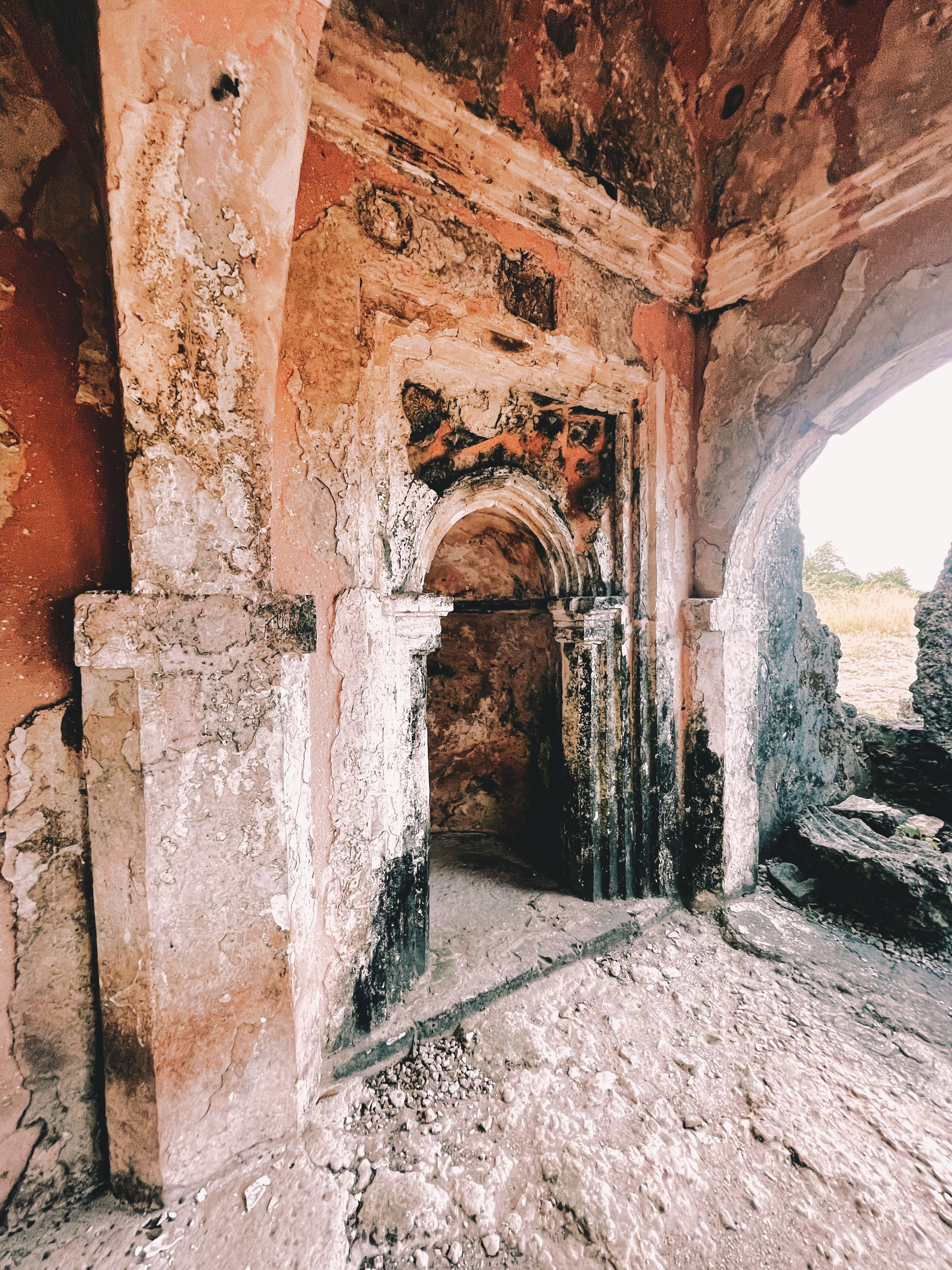
Intérieur de la petite mosquée de Kilwa Kisiwani
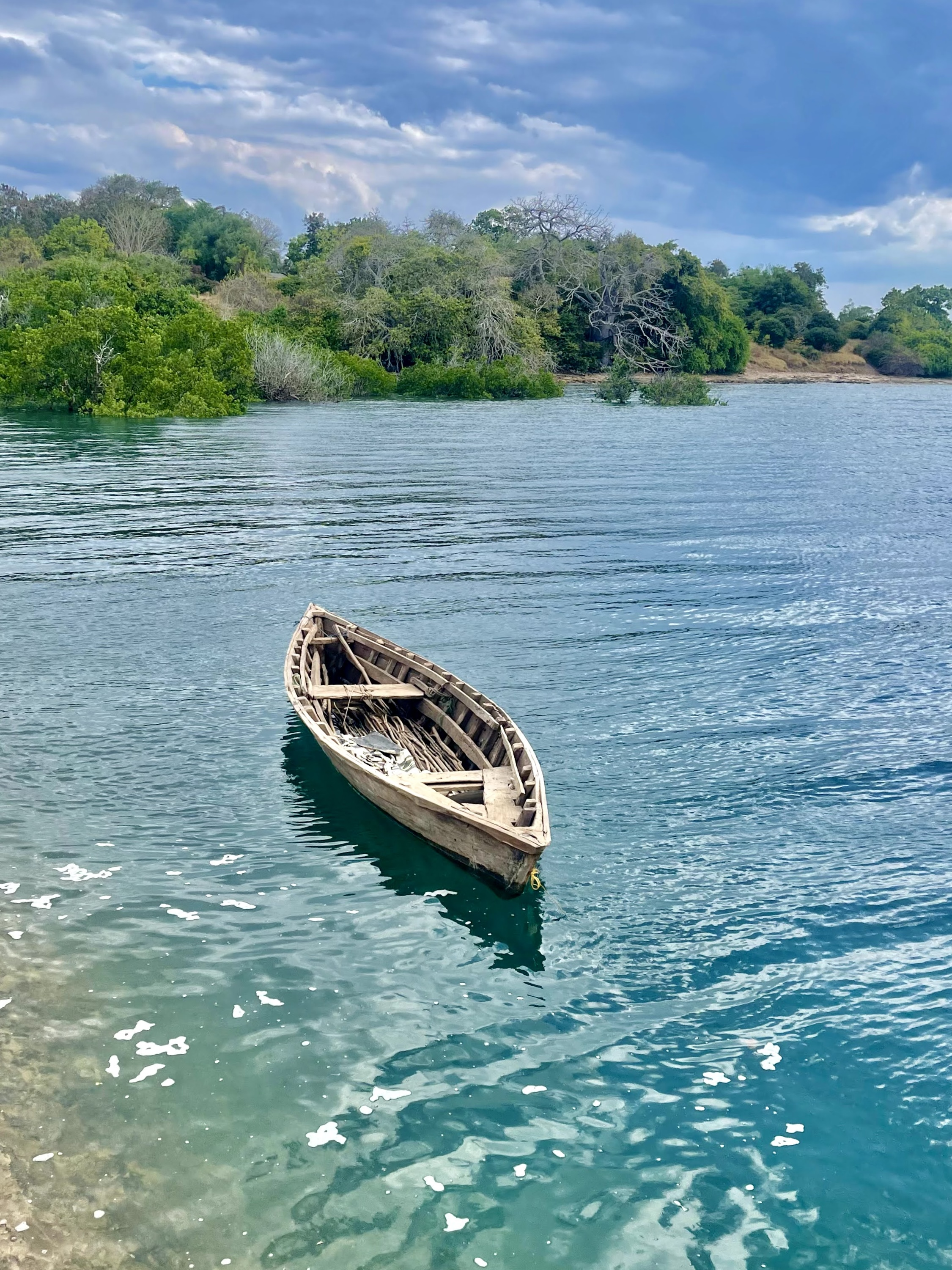
Bateau à Kilwa Kisiwani

## Hommages
Dans le jeu de stratégie historique Civilization VI, « Kilwa Kisiwani » est une grande merveille constructible au Moyen-âge, qui augmente le développement des cités-Etats alliées.